# Coppa del Presidente della Repubblica
La Coppa del Presidente della Repubblica è un trofeo messo in palio dal Capo di Stato Italiano e destinato alla vincente tra Lazio e Livorno.
La competizione si disputò tra l'agosto 1955 e il novembre 1956: dopo due partite terminate in parità, 2-2 a Livorno e 3-3 a Roma, il trofeo fu vinto dai laziali che superaronmo per 3-2 i labronici nell'incontro decisivo disputato allo stadio Ardenza di Livorno, il 10 novembre 1956.

## Albo d'oro
- 1955-1956 -   Lazio

## Piazzamenti
| Anno      | Vincitrice | Seconda |
| --------- | ---------- | ------- |
| 1955-1956 | Lazio      | Livorno |